# マーガレット・レズリー (第8代ロシズ女伯爵)
第8代ロシズ女伯爵マーガレット・レズリー（英語: Margaret Leslie, 8th Countess of Rothes、1648年と1661年の間 – 1700年8月20日）は、スコットランド貴族。

## 生涯
初代ロシズ公爵ジョン・レズリーと妻アン（Anne、旧姓リンジー（Lidsay）、第17代クロフォード伯爵ジョン・リンジーの娘）の娘として生まれた。
1663年6月4日、父がロシズ伯爵位を一旦返上して再叙爵（Novodamus）を受け、爵位継承者が女性の場合はその夫にレズリー姓を名乗らせるよう継承規定を変更した。
1674年10月8日、第5代ハディントン伯爵チャールズ・ハミルトン（1650年 – 1685年5月）と結婚、3男1女をもうけた。結婚にあたり、1674年10月7日に交わされた婚約では「長男がロシズ伯爵位を、次男がハディントン伯爵位を継承する」「息子が1人しかいない場合はレズリー姓を名乗る」「息子がいない場合は娘が継承する」と決められた。
- アンナ（1676年8月25日洗礼 – ?）
- ジョン（1679年8月21日洗礼 – 1722年5月9日） - 第9代ロシズ伯爵
- トマス（1680年8月29日 – 1735年11月28日） - 第6代ハディントン伯爵[2]
- チャールズ - 早世

1681年7月23日に父が死去すると、ロシズ伯爵位を継承、夫も1663年の再叙爵での規定通りレズリー姓を名乗った。1682年1月26日に第4代リンドレス卿ジョン・レズリーが男子相続人（heirs male）として爵位継承に名乗り上げたときは夫とともに反対の声を上げた。リンドレス卿は請願をスコットランド枢密院に提出し、枢密院はそれをスコットランド民事控訴院に回したが、リンドレスがそれ以上争うことはなかった。その後、1682年5月16日に父の領地の継承者として正式に認定された。
1684年1月1日にロシズ伯爵としての領地の限嗣相続（entail）を定め、継承順位を細かく定めたほか、分割相続を禁じた。
1700年8月20日に死去、9月3日に埋葬された。1674年の婚約での規定通り長男ジョンが爵位を継承した。